# Obtowe
Obtowe (ukrainisch Обтове; russisch Обтово Obtowo) ist ein Dorf im Westen der ukrainischen Oblast Sumy mit etwa 1500 Einwohnern (2001).

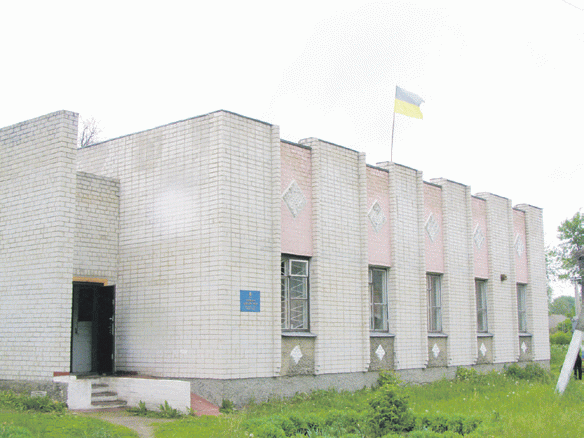
Gemeindehaus

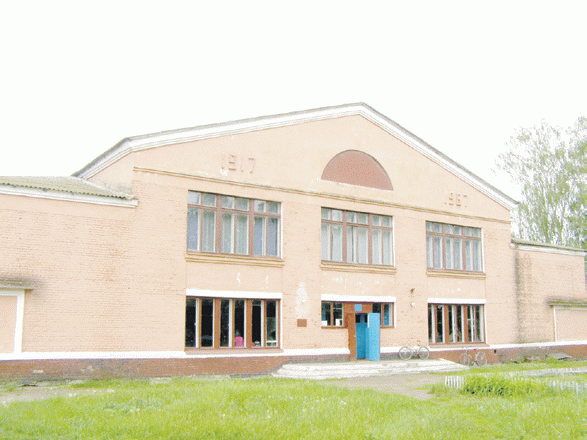
Haus der Kultur in Obtowe

Das seit Mitte des 17. Jahrhunderts bekannte Dorf liegt auf einer Höhe von 130 m am linken Ufer des Ret (Реть), einem 53 km langen, linken Nebenfluss des Esman (Есмань), 17 km nordwestlich vom ehemaligen Rajonzentrum Krolewez und 160 km nordwestlich vom Oblastzentrum Sumy.
Am 12. Juni 2020 wurde das Dorf ein Teil der neugegründeten Stadtgemeinde Krolewez, bis dahin bildete es zusammen mit den Dörfern Hubariwschtschyna (Губарівщина) und Pohoriliwka (Погорілівка) die gleichnamige Landratsgemeinde Obtowe (Обтівська сільська рада/Obtiwska silska rada) im Nordwesten des Rajons Krolewez.
Am 17. Juli 2020 kam es im Zuge einer großen Rajonsreform zum Anschluss des Rajonsgebietes an den Rajon Konotop.